# Edengans
Edengans ist eine Ortschaft und eine Katastralgemeinde der Marktgemeinde Windigsteig im Bezirk Waidhofen an der Thaya im niederösterreichischen Waldviertel mit 22 Einwohnern (Stand 1. Jänner 2024).

## Geografie
Der Weiler liegt am Gansbach, der im südlich gelegenen Schacherwald entspringt und bei Meires in die Deutsche Thaya mündet. Auch der Ortsname leitet sich ab vom Gansbach, dessen Name auf dem Slawischen basiert und mit Steinbach übersetzt werden kann. Durch den Ort führt die Landesstraße L8107. Am 1. April 2020 umfasste die Ortschaft 8 Adressen.

## Geschichte
Historisch als Oedenganns, Oedenganntz oder Ernnganntz bezeichnet, wurde der Ort im Mittelalter mehrmals anlässlich der Vergabe von Lehen genannt. Laut Grundbuch der Herrschaft Waidhofen an der Thaya war Edengans im Jahre 1569 die Grenze des Herrschaftsbereiches.
Im Jahr 1822 wurde der Ort als Dorf mit neun Häusern genannt, das nach Windigsteig eingepfarrt war, wohin auch die Kinder eingeschult wurden. Die Herrschaft Meyres besaß die Ortsobrigkeit, übte die Landgerichtsbarkeit aus, besorgte die Konskription und verfügte über sämtliche Untertanen und Grundholde im Ort. Laut Adressbuch von Österreich waren im Jahr 1938 in Edengans zwei Landwirte mit Ab-Hof-Verkauf ansässig. Der Ort war bis zur Gemeindezusammenlegung in den 1970ern ein Teil der damaligen Gemeinde Nonndorf bei Grünau.